# U-3
Підводний човен U-3 належав до Цісарсько-королівського військового флоту Австро-Угорщини. Крім нього був збудований другий однотипний човен U-4 з двома торпедними апаратами. На верфі Кіля човни заклали під номерами замовлення 135, 136. До бази у Пулі він прибув 1909 року. На початок служби човен зазнав декількох модернізацій і використовувався як навчальний човен, здійснюючи щомісяця до 10 виходів у море.
На початок війни він був одним з 4 застарілих човнів флоту. Його головним завданням було здійснення розвідувальних походів з Которської бази. Принагідно він повинен був атакувати ворожі кораблі. У човні розміщувались три торпеди, а 1915 його озброїли 57 мм гарматою. 10 серпня 1915 човен патрулював біля порту Бриндізі, де атакував допоміжний італійський крейсер «Città di Catania». Тому вдалось ухилитись від двох випущених торпед. Помітивши перископ підводного човна, крейсер почав його переслідувати. U-3 вдалось відійти до узбережжя Далмації, але через пошкодження він не міг занурюватись. 13 серпня його виявив французький руйнівник «Bisson» і потопив артилерійським вогнем, оскільки капітан Карл Штрнад відмовився здатись. Загинули капітан і 6 матросів, а другого офіцера і 13 моряків врятували французи.
Човен U-4 був інтернований 1919 у Рієці, переданий Італії і порізаний на металобрухт.